# Cryptomeigenia dubia
Cryptomeigenia dubia är en tvåvingeart som beskrevs av Charles Howard Curran 1926. Cryptomeigenia dubia ingår i släktet Cryptomeigenia och familjen parasitflugor.
Artens utbredningsområde är Ontario. Inga underarter finns listade i Catalogue of Life.